# Лестница (теория графов)
В теории графов лестница Ln — планарный неориентированный граф с 2n вершинами и n+2(n-1) рёбрами .
Лестницу можно получить как прямое произведение двух путей, один из которых имеет только одно ребро — Ln = Pn × P1 . Если добавить ещё два пересекающихся ребра, соединяющих четыре вершины лестницы со степенью два, получим кубический граф — лестницу Мёбиуса.
По построению, лестница Ln изоморфна решётке G2,n и выглядит как лестница с n перекладинами. Граф является гамильтоновым с обхватом 4 (если n>1) и хроматическим индексом 3 (если n>2).
Хроматическое число лестницы равно 2, а её хроматический многочлен равен {\displaystyle (x-1)x(x^{2}-3x+3)^{(n-1)}}.

## Кольцевой лестничный граф
Кольцевой лестничный граф CLn — это прямое произведение цикла длины n≥3 и ребра .
В символьном виде CLn = Cn × P1. Граф имеет 2n вершин и 3n рёбер.
Подобно лестницам граф является связным, планарным и гамильтоновым, но граф является двудольным тогда и только и тогда, когда n чётно.

## Галерея

Лестница L_{1}, L_{2}, L_{3}, L_{4} и L_{5}.

Хроматическое число лестницы равно 2.